# Colonia San Felipe de Jesús
La Colonia San Felipe de Jesús se encuentra en la alcaldía Gustavo A. Madero de Ciudad de México. Es famosa por el tianguis que lo recorre desde el inicio de esta colonia hasta el final, siendo uno de los más grandes de Latinoamérica. En donde se pueden encontrar gran variedad de productos, tanto nuevos como usados.
El tianguis de la colonia San Felipe de Jesús, considerado el más grande de América Latina, tiene más de 40 años instalándose a lo largo de la calle Villa de Ayala y otras aledañas, como León de los Aldama y Ocotlán. Lo que inició como un mercado de herramientas con 17 comerciantes, se convirtió en un corredor comercial de cerca de siete kilómetros, donde se calcula laboran al menos 30 mil vendedores.
El espacio al que cada domingo asisten unas 500 mil personas.
- Datos: Q5777844